# Coptops pascoei
Coptops pascoei är en skalbaggsart som beskrevs av Charles Joseph Gahan 1894. Coptops pascoei ingår i släktet Coptops och familjen långhorningar.
Artens utbredningsområde är Burma. Inga underarter finns listade i Catalogue of Life.